# موراكسيلة نزلية
الموراكسيلة النزلية (الاسم العلمي: Moraxella catarrhalis) هي بكتريا مكورة مزدوجة سلبية الغرام هوائية موجب الأوكسيداز يمكن أن تسبب العدوى للإنسان في جهاز التنفس والأذن الوسطى والعين والجهاز العصبي المركزي والمفصل.
كما يمكن أن تسبب العدوى لأنواع أخرى من الرئيسيات مثل قرد المكاك.